# Манастир Нови Стјеник
Манастир Нови Стјеник је зилотски манастир на Кучајским планинама подно Микуљског камена, у близини села Злот код града Бора.
Манастирски комплекс се налази у најненасељенијем делу Србије у Кучајским планинама где до првог насељеног места има око 30 километара.
Манастир је основан 2004. године, после одласка монашког сестринства (2003. год.) из манастира Стјеник код села Бањица, надомак Чачка. Наиме, монашко сестринство на челу са игуманијом Ефросинијом Николић успротивило се наводном екуменистичком курсу епископата Српске православне цркве због чега су под оптужбом непослушања епископату и црквеног раскола, напустиле манастир.
Име новооснованог манастира је дато као знак сећања на првобитни манастир уз додати префикс „нови”.  
Градња манастирског комплекса Нови Стјеник је започета 2005. године. Манастир је посвећен рођењу Светог Јована Крститеља, чине га храм Светог Јована Крститеља, сестринство манастира, сестрински дом, гостинске одаје, испосница под стенама и економске зграде.
Новостјеничка иконописачка радионица израђује иконе по древној византијској техници. 
2022. подно Микуљског камена, на стени изнад манастира Нови Стјеник (1000м нмв) саграђена је молчаница/испосница посвећена светом апостолу Јовану Богослову. Молчаница је изграђена по узору на пустињске ксероколибе светогорских скитова Кавсокаливије и Каруље. 
Манастирске славе су: 
- Јовандан, Рођење Светог Јована Претече – 24. јун (7. јул по грађанском календару) – Храмовна слава главног манастирског храма - главна манастирска слава.
- Новопреподобномученик ђакон Авакум Српски – 17. децембар (30. децембар по грађанском календару) – Слава манастирске зимске капеле.
- Преподобна Ефросинија Александријска – 25. септембар (8. октобар по грађанском календару) – Имендан настојатељнице мати Ефросиније, уједно и сећање на прогнање из манастира Стјеник.

Манастир није у саставу Патријаршије СПЦ, већ је издвојен и припада Српској Истински Православној Цркви (СИПЦ), и налази се под архијерејским старањем Његовог Преосвештенства Владике Акакија, епископа Утешитељевског. 
Главни разлог спорења су разлике у поимању екуменизма и сергијанизма која се по Српској Истински Православној Цркви у СПЦ активно већ деценијама спроводи потпуно јавно и речју и делом. 
За Српску православну цркву (СПЦ) припадници Српске Истински Православне Цркве (СИПЦ) односно зилоти или ревнитељи (доследни, непоколебљиви) су "расколници", док они тврде да је СПЦ, пристајући на екуменизам, напустила изворну догму о једној светој и саборној апостолској цркви.
Према тврдњи сестринства у манастирском храму су изложене честице моштију светог Јована Претече и светог владике Николаја Велимировића.

## Галерија
- Манастир Нови Стјеник
- Икона Светог Јована Крститеља
- Улаз у храм Нови Стјеник
- Сестрински конак
- Прочеље храма
- Монахиња испред храма
- Микуљске стене
- Манастирско двориште
- Комплекс манастира
- Испосница подно Микуља
- Испосница Јована Богослова
- Иконостас манастира
- Иконе
- Зачеље храма
- Гостински конак